# Citadelle de Jaca
La citadelle de Jaca est un ancien ouvrage militaire construit en 1592. Elle est aujourd'hui désaffectée.